# Saison 3 de Canada's Drag Race
La troisième saison de Canada's Drag Race est diffusée pour la première fois du 14 juillet au 8 septembre 2022 sur Crave au Canada, sur BBC Three au Royaume-Uni et sur WOW Presents Plus à l'international.
Le 10 novembre 2021, l'émission est renouvelée pour sa troisième saison. Les juges principaux sont Brooke Lynn Hytes, Brad Goreski et Traci Melchor. Le casting est composé de douze candidates et est annoncé le 15 juin 2022.
La gagnante de la saison reçoit un lot de maquillage de la part de Pharmaprix et 100 000 dollars canadiens.
La gagnante de la saison est Gisèle Lullaby, avec Jada Shada Hudson comme seconde.

## Candidates
(Les noms et âges donnés sont ceux annoncés au moment de la compétition.)
| Candidate          | Âge | Résidence                           | Classement        |
| ------------------ | --- | ----------------------------------- | ----------------- |
| Gisèle Lullaby     | 33  | Montréal, Québec                    | Gagnante          |
| Jada Shada Hudson  | 37  | Toronto, Ontario                    | Seconde           |
| Kimmy Couture      | 25  | Ottawa, Ontario                     | 3e place 4e place |
| Miss Fiercalicious | 25  | Toronto, Ontario                    | 3e place 4e place |
| Vivian Vanderpuss  | 29  | Victoria, Colombie-Britannique      | 5e place          |
| Irma Gerd          | 32  | Saint-Jean, Terre-Neuve-et-Labrador | 6e place          |
| Bombae             | 29  | Toronto, Ontario                    | 7e place          |
| Lady Boom Boom     | 25  | Québec, Québec                      | 8e place          |
| Kaos               | 27  | Calgary, Alberta                    | 9e place          |
| Chelazon Leroux    | 22  | Saskatoon, Saskatchewan             | 10e place         |
| Miss Moço          | 35  | Toronto, Ontario                    | 11e place         |
| Halal Bae          | 33  | Toronto, Ontario                    | 12e place         |

## Progression des candidates
|            |                    | Épisode | Épisode | Épisode | Épisode | Épisode | Épisode | Épisode | Épisode | Épisode        |
| 1          | 2                  | 3       | 4       | 5       | 6       | 7       | 8       | 9       |         |                |
| ---------- | ------------------ | ------- | ------- | ------- | ------- | ------- | ------- | ------- | ------- | -------------- |
| Candidates | Gisèle Lullaby     | SAFE    | SAFE    | SAFE    | WIN     | WIN     | LOW     | BTM2    | HIGH    | GAGNANTE       |
| Candidates | Jada Shada Hudson  | HIGH    | BTM2    | WIN     | BTM2    | SAFE    | HIGH    | LOW     | SAFE    | SECONDE        |
| Candidates | Kimmy Couture      | SAFE    | WIN     | HIGH    | HIGH    | BTM2    | SAFE    | HIGH    | BTM2    | ÉLIMINÉE       |
| Candidates | Miss Fiercalicious | LOW     | HIGH    | BTM2    | SAFE    | SAFE    | WIN     | HIGH    | WIN     | ÉLIMINÉE       |
| Candidates | Vivian Vanderpuss  | SAFE    | SAFE    | SAFE    | SAFE    | HIGH    | HIGH    | WIN     | ELIM    | MISS SYMPATHIE |
| Candidates | Irma Gerd          | SAFE    | LOW     | HIGH    | LOW     | HIGH    | BTM2    | ELIM    |         | INVITÉE        |
| Candidates | Bombae             | SAFE    | SAFE    | LOW     | HIGH    | LOW     | ELIM    |         |         | INVITÉE        |
| Candidates | Lady Boom Boom     | WIN     | SAFE    | HIGH    | SAFE    | ELIM    |         |         |         | INVITÉE        |
| Candidates | Kaos               | HIGH    | SAFE    | LOW     | ELIM    |         |         |         |         | INVITÉE        |
| Candidates | Chelazon Leroux    | SAFE    | HIGH    | ELIM    |         |         |         |         |         | INVITÉE        |
| Candidates | Miss Moço          | BTM2    | ELIM    |         |         |         |         |         |         | INVITÉE        |
| Candidates | Halal Bae          | ELIM    |         |         |         |         |         |         |         | INVITÉE        |

 La candidate a gagné Canada's Drag Race.
 La candidate est arrivée seconde.
 La candidate a été éliminée lors de la finale.
 La candidate a été élue Miss Sympathie.
 La candidate a gagné le maxi défi de la semaine.
 La candidate a été une des deux meilleures candidates de la semaine mais n'a pas gagné le lip-sync.
 La candidate a reçu des critiques positives des juges et a été déclarée sauve.
 La candidate a été déclarée sauve.
 La candidate a reçu des critiques négatives des juges mais a été déclarée sauve.
 La candidate a été en danger d’élimination.
 La candidate a été éliminée.

## Lip-syncs
| Épisode | Candidate         | vs. | Candidate          | Chanson                  | Artiste                       | Candidate éliminée |
| ------- | ----------------- | --- | ------------------ | ------------------------ | ----------------------------- | ------------------ |
| 1       | Halal Bae         | vs. | Miss Moço          | Beauty and a Beat        | Justin Bieber ft. Nicki Minaj | Halal Bae          |
| 2       | Jada Shada Hudson | vs. | Miss Moço          | High School Confidential | Rough Trade                   | Miss Moço          |
| 3       | Chelazon Leroux   | vs. | Miss Fiercalicious | Don't Call Me Baby       | Kreesha Turner                | Chelazon Leroux    |
| 4       | Jada Shada Hudson | vs. | Kaos               | Stranger in My House     | Tamia                         | Kaos               |
| 5       | Kimmy Couture     | vs. | Lady Boom Boom     | Run Away With Me         | Carly Rae Jepsen              | Lady Boom Boom     |
| 6       | Bombae            | vs. | Irma Gerd          | Table Dancer             | Keshia Chanté                 | Bombae             |
| 7       | Gisèle Lullaby    | vs. | Irma Gerd          | Love Is                  | Alannah Myles                 | Irma Gerd          |
| 8       | Kimmy Couture     | vs. | Vivian Vanderpuss  | CTRL + ALT + DEL         | Rêve                          | Vivian Vanderpuss  |
| Épisode | Candidate         | vs. | Candidate          | Chanson                  | Artiste                       | Gagnante           |
| 9       | Gisèle Lullaby    | vs. | Jada Shada Hudson  | A New Day Has Come       | Céline Dion                   | Gisèle Lullaby     |

 La candidate a été éliminée après sa première fois en danger d'élimination.
 La candidate a été éliminée après sa deuxième fois en danger d'élimination.
 La candidate a remporté le lip-sync et la couronne.

## Juges invités
Cités par ordre d'apparition :
- Monika Schnarre, mannequin canadienne ;
- Carole Pope, chanteuse canadienne ;
- Vanessa Vanjie Mateo, drag queen américaine ;
- Hollywood Jade, chorégraphe canadien ;
- Jimbo, drag queen canadienne ;
- Sarain Fox, activiste canadienne ;
- Mei Pang, maquilleuse et blogueuse canadienne ;
- Jeremy Dutcher, musicologue canadien ;
- Lesley Hampton, styliste canadienne ;
- Sarah Nurse, sportive canadienne.

### Invités spéciaux
Certains invités apparaissent dans les épisodes, mais ne font pas partie du panel de jurés.
Épisode 7
- Hollywood Jade, danseur et chorégraphe canadien.

Épisode 9
- Hollywood Jade, danseur et chorégraphe canadien ;
- Icesis Couture, drag queen canadienne.

## Épisodes
| SEGMENT               | BUSIEST BEAVER | BUSIEST BEAVER | BUSIEST BEAVER | NICEST CARIBOOTY | NICEST CARIBOOTY | FROSTIEST QUEEN   | FROSTIEST QUEEN | BEST ALL-DRESSED | BEST ALL-DRESSED   | LIFETIME ACHIEVEMENT IN DELUSION | LIFETIME ACHIEVEMENT IN DELUSION |
| --------------------- | -------------- | -------------- | -------------- | ---------------- | ---------------- | ----------------- | --------------- | ---------------- | ------------------ | -------------------------------- | -------------------------------- |
| CANDIDATE             | Bombae         | Kaos           | Lady Boom Boom | Chelazon Leroux  | Gisèle Lullaby   | Jada Shada Hudson | Miss Moço       | Kimmy Couture    | Miss Fiercalicious | Irma Gerd                        | Vivian Vanderpuss                |
| INSPIRATION DU DÉFILÉ | Shakhandi      | Morana         | Cupidon        | Atahensic        | Dryade           | Mami Wata         | Ataegina        | Électryone       | Oshun              | Éris                             | Freyja                           |

| CHANSON   | ADRENALINE      | ADRENALINE | I FEEL LIKE DANCING | I FEEL LIKE DANCING | LET THE MUSIC PLAY | LET THE MUSIC PLAY | PEANUT BUTTER | PEANUT BUTTER     | THROW YA HANDS UP | THROW YA HANDS UP |
| --------- | --------------- | ---------- | ------------------- | ------------------- | ------------------ | ------------------ | ------------- | ----------------- | ----------------- | ----------------- |
| CANDIDATE | Chelazon Leroux | Kaos       | Kimmy Couture       | Lady Boom Boom      | Bombae             | Miss Fiercalicious | Irma Gerd     | Jada Shada Hudson | Gisèle Lullaby    | Vivian Vanderpuss |

| CANDIDATE             | Bombae      | Gisèle Lullaby | Irma Gerd      | Jada Shada Hudson | Kimmy Couture | Lady Boom Boom | Miss Fiercalicious  | Vivian Vanderpuss  |
| PERSONNAGE            | Aziz Ansari | Marie Curie    | Marilyn Monroe | Saucy Santana     | Ariana Grande | Mado Lamotte   | Kourtney Kardashian | Tammy Faye Messner |
| INSPIRATION DU DÉFILÉ | Hélium      | Césium         | Uranium        | Sodium            | Calcium       | Brome          | Néon                | Arsenic            |